# Grandes Momentos
Grandes Momentos é a primeira coletânea da banda de rock cristão Rebanhão, lançada em 1989 pela gravadora Continental em LP, anos depois remasterizada e distribuída pela Warner Music Brasil, em 1994. A obra reúne canções dos álbuns Semeador e Novo Dia.

## Contexto
O Rebanhão fez parte do casting da gravadora PolyGram por cerca de 3 anos, lançando os álbuns Semeador (1986) e Novo Dia (1986). Os três discos caracterizaram uma guinada pop no repertório do grupo, com a estratégia da gravadora de fazê-los reconhecidos além do cenário evangélico.
Em 1989, os direitos do catálogo da banda neste período foram vendidos para a Continental, que resolveu produzir uma coletânea em vinil reunindo músicas dos dois álbuns.

## Lançamento e recepção
| Críticas profissionais | Críticas profissionais |
| Avaliações da crítica  | Avaliações da crítica  |
| Fonte                  | Avaliação              |
| ---------------------- | ---------------------- |
| O Propagador           | [ 2 ]                  |

Grandes Momentos foi lançado em 1989 pela gravadora Continental. Em 1994, quando o Rebanhão assinou com a gravadora Warner Music Brasil, o álbum foi relançado em CD.

O guia discográfico do O Propagador atribuiu a cotação de 2,5 de 5 estrelas para a coletânea, afirmando que "a seleção de repertório desta coletânea foi infeliz. Músicas fundamentais como 'Primeiro Amor' e 'Nele Você Pode Confiar' estão presentes, mas a falta de 'Viajar', 'Razão' e muitas outras é inadmissível".

## Faixas
A seguir lista-se as faixas, compositores e durações de cada canção de Grandes Momentos, segundo o encarte do disco.
| N.º | Título                   | Compositor(es)                          | Duração |
| --- | ------------------------ | --------------------------------------- | ------- |
| 1.  | "Primeiro Amor"          | Aurélio Rocha                           | 5:13    |
| 2.  | "Novo Dia"               | Carlinhos Felix                         | 3:29    |
| 3.  | "Nele Você Pode Confiar" | Ricardo Costa Neves                     | 3:35    |
| 4.  | "Vinde ás Águas"         | Carlinhos Felix e Lucas Ribeiro         | 3:48    |
| 5.  | "Jesus é Amor"           | Lionel Richie, Versão: Paulinho Rezende | 4:40    |
| 6.  | "Você Precisa de Deus"   | Carlinhos Felix                         | 3:59    |
| 7.  | "Semeador"               | Pedro Braconnot                         | 3:26    |
| 8.  | "Pastor da Minha Alma"   | Carlinhos Felix                         | 3:47    |

## Ficha Técnica
A seguir estão listados os músicos e técnicos envolvidos na produção de Grandes Momentos:
Banda
- Carlinhos Felix: Vocal, Guitarra, Violão
- Pedro Braconnot: Vocal, Teclado, Piano
- Paulo Marotta: Vocal, Baixo
- Fernando Augusto: Bateria

Ficha técnica
- Produtor Fonográfico: Gravações Elétricas S.A - Discos Continental
- Co-Produção: Discofita Distribuidora LTDA.
- Direção Artística: Matheus Nazareth
- Gerência Artística: Alceu Damico Alves
- Coordenação: A.J. Limão
- Direção de Arte: Toshio H. Yamasaki
- Produção Gráfica: Luiz Cordeiro
- Assistência de Arte: Antonio Deliperi
- Fonogramas Gentilmente Cedidos Por: Polygram do Brasil LTDA.